# Аїсса Лаїдуні
Аїсса Лаїдуні (фр. Aïssa Laïdouni, нар. 13 грудня 1996, Ліврі-Гарган) — французький футболіст алжирського походження, захисник клубу «Уніон» (Берлін) і національної збірної Тунісу.

## Ігрова кар'єра
Народився 13 грудня 1996 року в місті Ліврі-Гарган. Вихованець футбольної школи клубу «Анже», з 2014 року став виступати за резервну команду. У першій команді дебютував 2 квітня 2016 року в матчі Ліги 1 проти «Труа» (1:0). Цей матч так і залишився єдиним у складі рідної команди і надалі Лаїдуні грав на правах оренди за нижчолігові французькі команди «Ле-Ерб'є» та «Шамблі».
Влітку 2018 року уклав контракт з румунським клубом «Волунтарі», у складі якого провів наступні два роки своєї кар'єри гравця. Більшість часу, проведеного у складі «Волунтарі», був основним гравцем захисту команди.
У липні 2020 року Лаїдуні став гравцем угорського «Ференцвароша».

## Титули і досягнення
- Чемпіон Угорщини (2):

«Ференцварош»: 2020-21, 2021-22
- Володар Кубка Угорщини (1):

«Ференцварош»: 2021-22